# Elisabeth von Luxemburg-Böhmen

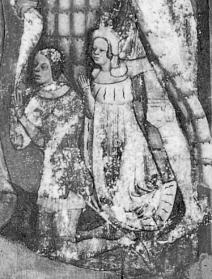
Elisabeth und Albrecht III.

Elisabeth von Luxemburg-Böhmen (* 19. März 1358 in Prag; † 4. September oder 19. September 1373 in Wien) war die einzige Tochter aus der dritten Ehe Kaiser Karls IV. mit Anna von Schweidnitz. Ihr Bruder war der spätere römisch-deutsche König Wenzel.
Zur Geburt Elisabeths sandte Francesco Petrarca ein Glückwunschschreiben. Als erst Fünfjährige wurde die Kaisertochter 1363/1364 in Nürnberg mit Otto V., dem späteren Markgrafen von Brandenburg, verlobt. Die Verlobung wurde jedoch 1366 gelöst, weil der Kaiser Elisabeth für eine Ehe mit dem Habsburger Herzog Albrecht III. benötigte. Die Ehe war ein Schachzug des Kaisers, um so eine Verbindung des Habsburger Herzogs mit Elisabeth von Ungarn, Fürstin von Tarent, der Erbnichte des ungarischen Königs Ludwig I., zu verhindern und stattdessen diese mit dem eigenen Sohn Wenzel zu verloben. Otto V. erhielt stattdessen die verwitwete ältere Halbschwester Elisabeths, Katharina von Luxemburg, die in erster Ehe mit dem 1365 verstorbenen Bruder Albrechts III., Rudolf IV., verheiratet war und aus diesem Grund für eine Ehe mit Albrecht nicht in Frage kam. Am 19. März 1366 fand in Prag die Doppelhochzeit der beiden Schwestern statt. So kam ein böhmisch-österreichisches Bündnis zustande, das den Habsburgern u. a. den Besitz Tirols sicherte. Elisabeth starb bereits 15-jährig kinderlos in Wien. Ihre letzte Ruhestätte fand sie in der Kirche der Kartause Gaming, in der dortigen Habsburger-Grablege.